# Студенец (Коми)
Студенец (коми Студенеч) — посёлок сельского типа в Усть-Вымском районе Республики Коми. Входит в состав сельского поселения Студенец.

## Этимология
Топоним соотносится с народным географическим термином студенец «родник, ключ, колодец». Населённый пункт получал такое название или по наличию родника в данной местности, или по одноимённой речке, на дне которой имеются родники.

## География
Расстояние по трассе Р25 до районного центра Айкино — 32 км, до центра муниципального образования Усть-Вымь — 9 км. Ближайшие населённые пункты — Коквица, Вогваздино, Ероздино.

## История
В посёлке проживает большинство немцев, так как после Великой Отечественной войны немцев переселяли в эти края.

## Население
| 2010 |
| ---- |
| 526  |

Немцы, коми, русские, украинцы.

## Инфраструктура
Улицы
Гаражная ул. 	169018   	
Зелёная ул. 	169018   	
Клубная ул. 	169018   	
Куръя м. 	169018   	
Лесная ул. 	169018   	
Набережная ул. 	169018   	
Таёжная ул. 	169018   	
Хвойная ул. 	169018   	
Центральная ул. 	169018   	
Чернам м. 	169018   	
Чернамское лесн-во тер. 	169018	
Школьная ул. 	169018